# 勒维约堡
勒维约堡（法語：Le Vieux-Bourg，法語發音：[lə vjø buʁ]，意为“旧堡”）是法国阿摩尔滨海省的一个市镇，位于该省中西部，属于圣布里厄区。

## 地理
勒维约堡（48°23'19"N, 3°0'2"W）面积25.13 平方千米，位于法国布列塔尼大區阿摩尔滨海省，该省份为法国西北部沿海省份，位于布列塔尼半岛北部，北濒大西洋英吉利海峡，西接菲尼斯泰尔省，南至莫尔比昂省，东临伊勒-维莱讷省。
与勒维约堡接壤的市镇（或旧市镇、城区）包括：上科尔莱、卡尼于埃勒、勒弗伊、勒莱莱、圣比伊、圣科南、圣吉尔达、圣吉勒普利若。

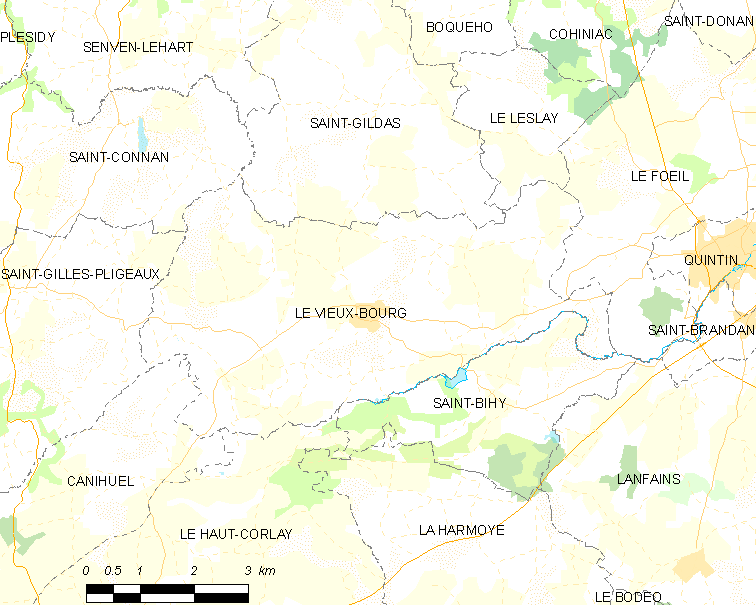
勒维约堡的OSM定位图

勒维约堡的时区为UTC+01:00、UTC+02:00（夏令时）。

## 行政
勒维约堡的邮政编码为22800，INSEE市镇编码为22386。

## 政治
勒维约堡所属的省级选区为普莱洛县。

## 人口

1962-2008年间勒维约堡人口变化图示

勒维约堡于2022年1月1日时的人口数量为760人。